# Moni Timiou Stavrou
Moni Timiou Stavrou (griechisch Μονή Τιμίου Σταυρού ‚Heilig-Kreuz-Kloster‘) ist ein griechisch-orthodoxes Männerkloster im Zentrum der Insel Samos, einer der griechischen ostägäischen Inseln.

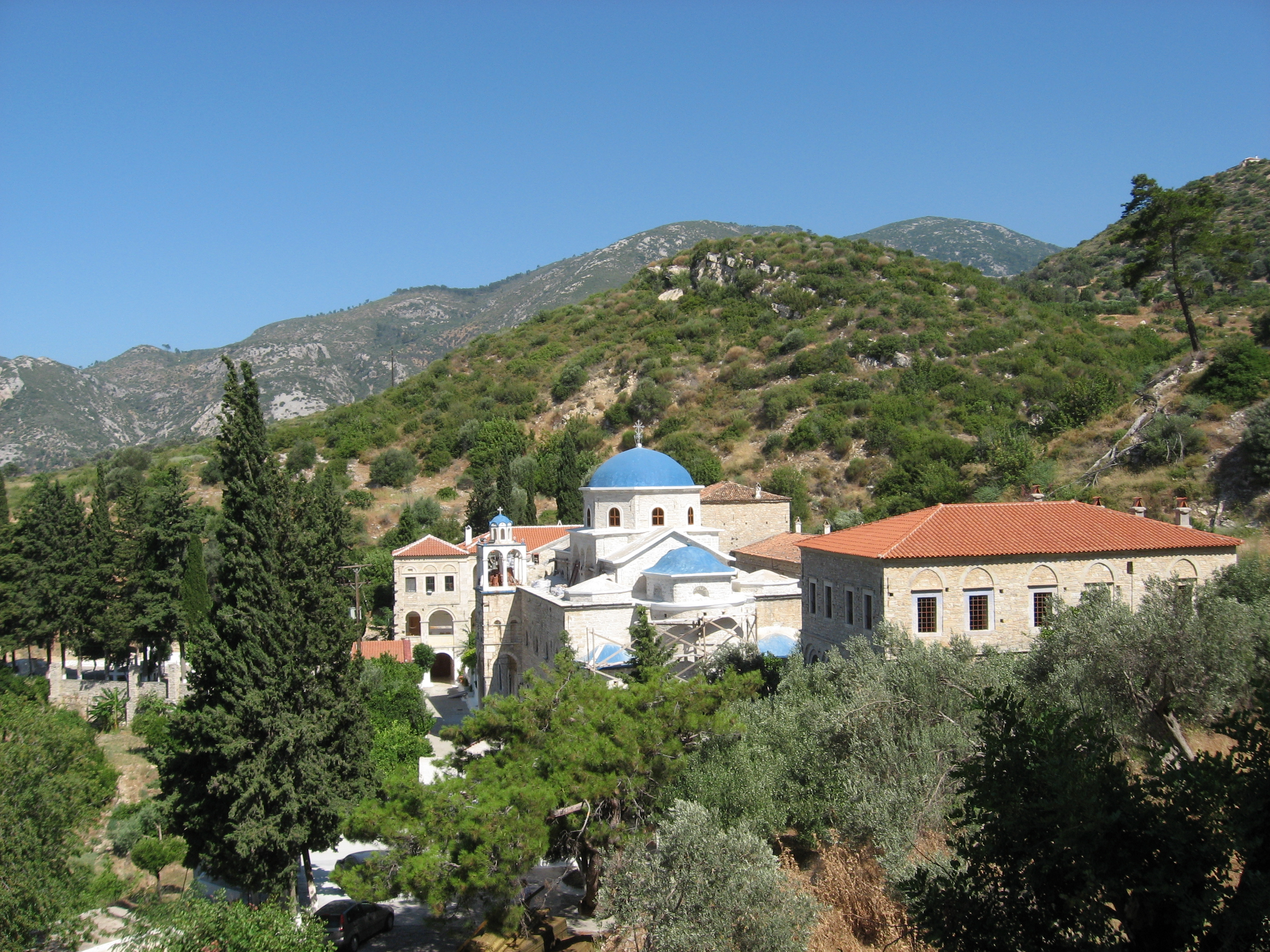
Moni Timiou Stavrou

Moní Timíou Stavroú liegt auf einer Höhe von 180 Metern und befindet sich in der Nähe der Orte Chora und Koumaradei sowie circa 3,5 km nördlich von Myli. 
Das Kloster wurde 1592 gegründet. 1604 wurde von dem Mönch Nilos eine erste Klosterkirche gebaut. Auf diesen Fundamenten wurde 1838 eine größere Basilika mit drei Schiffen errichtet. Die Zellentrakte entstanden im 19. Jahrhundert. Der Südflügel des Klosters brannte 1950 ab. Der Zugang zum Innenhof des Klosters ist durch ein rotes Holztor möglich. Im Innenhof ist ein Garten angelegt mit Orangen und Zitronen, Oliven und Geranien; Säulenstümpfe zeugen von einer frühchristlichen Basilika.
In der Klosterkirche befindet sich eine 1854 gefertigte bekannte handgeschnitzte Ikonostase. Fresken zeigen Kirchenfeste und Szenen aus der Passionsgeschichte Jesu wie Abendmahl und Kreuzigung. Byzantinisch gemalte Ikonen mit Goldhintergrund zeigen Heilige und Apostel. In der Kirche befinden sich zwei kostbare Kronleuchter, die vom Patriarchen Kyrillos II. (1845–1872) gestiftet wurden. Patrozinium und Kirchweihfest ist am 14. September (Kreuzerhöhung). Ein Teil des Klosters ist morgens und abends für die Öffentlichkeit zugänglich.